# St. Louis Rams 2014
La stagione 2014 dei St. Louis Rams è stata la 77ª della franchigia nella National Football League e la 20ª a St. Louis, Missouri Con un record di 6-10 la squadra mancò i playoff per il decimo anno consecutivo.

## Scelte nel Draft 2014
| Scelte dei Rams nel Draft 2014 |        |                   |                  |               |
| Giro                           | Scelta | Giocatore         | Ruolo            | College       |
| 1                              | 2      | Greg Robinson     | Offensive tackle | Auburn        |
| 1                              | 13     | Aaron Donald      | Defensive tackle | Pittsburgh    |
| 2                              | 41     | Lamarcus Joyner   | Cornerback       | Florida State |
| 3                              | 75     | Tre Mason         | Running back     | Auburn        |
| 4                              | 110    | Maurice Alexander | Safety           | Utah St.      |
| 6                              | 188    | E.J. Gaines       | Cornerback       | Missouri      |
| 6                              | 214    | Garrett Gilbert   | Quarterback      | SMU           |
| 7                              | 226    | Mitchell Van Dyk  | Offensive tackle | Portland St.  |
| 7                              | 241    | Christian Bryant  | Free safety      | Ohio St.      |
| 7                              | 249    | Michael Sam       | Defensive end    | Missouri      |
| 7                              | 250    | Demetrius Rhaney  | Centro           | Tennessee St. |

## Roster
| Roster dei St. Louis Rams nel 2014 |
| --- |
| Quarterback - 9 Austin Davis - 14 Shaun Hill Running Back - 36 Benny Cunningham KR - 27 Tre Mason - 34 Chase Reynolds - 30 Zac Stacy - 42 Trey Watts Wide Receiver - 11 Tavon Austin PR - 12 Stedman Bailey - 81 Kenny Britt - 13 Chris Givens Tight End - 82 Alex Bayer - 89 Jared Cook - 48 Justice Cunningham - 46 Cory Harkey FB - 88 Lance Kendricks Offensive Linemen - 61 Tim Barnes C - 72 Joe Barksdale T - 67 Barrett Jones G/C - 69 Davin Joseph G - 73 Mike Person T - 79 Greg Robinson T - 76 Rodger Saffold T - 70 Brandon Washington G - 63 Scott Wells C Defensive Linemen - 90 Michael Brockers DT - 92 Alex Carrington DT - 99 Aaron Donald DT - 95 William Hayes DE - 98 Kendall Langford DE - 91 Chris Long DE - 94 Robert Quinn DE - 97 Eugene Sims DE - 93 Ethan Westbrooks DE Linebacker - 53 Daren Bates MLB - 58 Jo-Lonn Dunbar OLB - 54 Will Herring OLB - 55 James Laurinaitis MLB - 52 Alec Ogletree OLB - 59 Korey Toomer OLB Defensive Back - 31 Maurice Alexander SS - 26 Mark Barron SS - 38 Cody Davis FS - 33 E.J. Gaines CB - 22 Trumaine Johnson CB - 20 Lamarcus Joyner FS - 25 T.J. McDonald SS - 23 Rodney McLeod FS - 47 Marcus Roberson CB - 21 Janoris Jenkins CB Special Team - 6 Johnny Hekker P - 44 Jacob McQuaide LS - 4 Greg Zuerlein K Lista delle riserve - 8 Sam Bradford QB (IR) - 86 Mason Brodine TE (IR) - 77 Jake Long T (IR) - 32 Brandon McGee CB (IR) - 24 Isaiah Pead RB (IR) - 83 Brian Quick WR (IR) - 65 Demetrius Rhaney C (IR) Squadra di allenamento - 66 Steven Baker T - 16 Emory Blake WR - 60 Travis Bond OG - 37 Christian Bryant S - 71 Matt Conrath DT - 51 Marshall McFadden LB - 47 Brad Smelley TE - 00 Doug Worthington DT - 19 Devon Wylie WR |
| Legenda - I rookie sono in corsivo. - Il primo ruolo è il principale mentre gli eventuali successivi indicano i ruoli secondari. - (IR) sta per Injured Reserve ed indica la lista ristretta per un solo giocatore infortunato che può tornare ad allenarsi dopo la settimana 6 e a rientrare in prima squadra dopo che questa ha giocato 8 partite. - (NF-Inj.) / (NF-Ill.) stanno rispettivamente per Non-Football Injured e Non-Football Illness ed indicano le liste dove viene inserito un giocatore che ha un infortunio o una malattia non dipendente dal football americano. - (PUP) sta per Physically Unable to Perform ed indica la lista dove viene inserito un giocatore mentre è in attesa di recuperare la condizione fisica. Nella stagione regolare dopo la sesta partita giocata dalla propria squadra, il giocatore ha tempo tre settimane per riprendere ad allenarsi, più tre settimane aggiuntive dal suo rientro agli allenamenti per rientrare in prima squadra. |

## Calendario
| Stagione regolare |                         |                    |                    |                               |                    |
| Turno             | Avversario              | Risultato          | Record             | Stadio                        | Sintesi            |
| 1                 | Minnesota Vikings       | S 6–34             | 0–1                | Edward Jones Dome             | Recap              |
| 2                 | at Tampa Bay Buccaneers | V 19–17            | 1–1                | Raymond James Stadium         | Recap              |
| 3                 | Dallas Cowboys          | S 31–34            | 1–2                | Edward Jones Dome             | Recap              |
| 4                 | Settimana di pausa      | Settimana di pausa | Settimana di pausa | Settimana di pausa            | Settimana di pausa |
| 5                 | at Philadelphia Eagles  | S 28–34            | 1–3                | Lincoln Financial Field       | Recap              |
| 6                 | San Francisco 49ers     | S 17–31            | 1–4                | Edward Jones Dome             | Recap              |
| 7                 | Seattle Seahawks        | V 28–26            | 2–4                | Edward Jones Dome             | Recap              |
| 8                 | at Kansas City Chiefs   | S 7–34             | 2–5                | Arrowhead Stadium             | Recap              |
| 9                 | at San Francisco 49ers  | V 13–10            | 3–5                | Levi's Stadium                | Recap              |
| 10                | at Arizona Cardinals    | S 14–31            | 3–6                | University of Phoenix Stadium | Recap              |
| 11                | Denver Broncos          | V 22–7             | 4–6                | Edward Jones Dome             | Recap              |
| 12                | at San Diego Chargers   | S 24–27            | 4–7                | Qualcomm Stadium              | Recap              |
| 13                | Oakland Raiders         | V 52–0             | 5–7                | Edward Jones Dome             | Recap              |
| 14                | at Washington Redskins  | V 24–0             | 6–7                | FedExField                    | Recap              |
| 15                | Arizona Cardinals       | S 6–12             | 6–8                | Edward Jones Dome             | Recap              |
| 16                | New York Giants         | S 27–37            | 6–9                | Edward Jones Dome             | Recap              |
| 17                | at Seattle Seahawks     | S 6–20             | 6–10               | CenturyLink Field             | Recap              |

Note: gli avversari della propria division sono in grassetto.

## Classifiche
| NFC West              |    |    |   |      |     |      |     |     |     |
|                       | V  | S  | P | %    | DIV | CONF | PF  | PS  | STR |
| (1) Seattle Seahawks  | 12 | 4  | 0 | .750 | 5–1 | 10–2 | 394 | 254 | V6  |
| (5) Arizona Cardinals | 11 | 5  | 0 | .688 | 3–3 | 8–4  | 310 | 299 | S2  |
| San Francisco 49ers   | 8  | 8  | 0 | .500 | 2–4 | 7–5  | 306 | 340 | V1  |
| St. Louis Rams        | 6  | 10 | 0 | .375 | 2–4 | 4–8  | 324 | 354 | S3  |

## Premi
- Aaron Donald:

rookie difensivo dell'anno